# کیست دندان‌زاد
ادنتوژنیک سیست‌ها گروهی از کیست‌های فکی هستند که از بافت‌های سازنده دندان ایجاد می‌شوند. این کیست‌ها دارای دیواره‌ای واضح هستند و از بقایای بافت دندانی منشأ گرفته‌اند. محتوی آن‌ها می‌تواند شامل هوا، مایع یا نیمه‌جامد باشد. کسیت‌های ادنتوژنیک داخل استخوانی معمولاً در استخوان‌های فک بالا و پایین دیده می‌شوند. بافت پوششی ادنتوژنیک برای تشکیل دندان ضروری است اما بقایای این بافت می‌تواند منشأیی برای ایجاد همچین ضایعاتی باشد. باید توجه داشت که همه کیست‌های دهانی، ادنتوژنیک نیستند همچون نازولیبیال داکت سیست. علاوه بر این مواردی نیز وجود دارد که فقط دارای ظاهری شبیه سیست هستند و سودوسیست نامیده می‌شوند همچون استافنه دفکت و آنوریسمال بون سیست.

## طبقه‌بندی[۲]
- I. کیست‌های فکی
  - A. دارای پوشش اپی تلیالی
    - ۱. دارای منشأ تکاملی
      - (a) ادنتوژنیک
        - i. جینجیوال سیست نوزادان
        - ii. ادنتوژنیک کراتوسیست
        - iii. دنتی ژروس سیست
        - iv. اراپشن سیست
        - v. جینجیوال سیست بالغین
        - vi. Developmental lateral periodontal cyst
        - vii. بوتریویید ادنتوژنیک سیست
        - viii. گلندولار ادنتوژنیک سیست
        - ix. کلسیفایینگ ادنتوژنیک سیست

      - (b) غیر ادنتوژنیک‌ها
        - i. میدپالاتال رافه سیست نوزادان
        - ii. نازوپالاتین داکت سیست
        - iii. نازولیبیال سیست

    - ۲. دارای منشأ التهابی
      - i. رادیکولار سیست
      - ii. رزیجوال سیست
      - iii. پارادنتال سیست
      - iv. Inflammatory collateral cyst

  - B. فاقد پوشش اپی تلیالی
    - ۱. سولیتاری بون سیست
    - ۲. آنوریسمال بون سیست
- II. سیست‌های مرتبط با سینوس ماگزیلاری
  - ۱. موکوسل
  - ۲. ریتنشن سیست
  - ۳. سودوسیست
  - 4. Postoperative maxillary cyst
- III. سیست‌های بافت نرم دهان، صورت و گردن
  - ۱. درمویید سیست و اپی درمویید سیست
  - ۲. لنفواپیتلیال سیست
  - ۳. تیروگلوسال داکت سیست
  - 4. Anterior median lingual cyst (intralingual cyst of foregut origin)
  - 5. Oral cysts with gastric or intestinal epithelium (oral alimentary tract cyst)
  - ۶. سیستیک هیگروما
  - ۷. نازوفارنژیال سیست
  - ۸. تیمیک سیست
  - ۹. سیستهای غدد بزاقی: موکوسل; موکوس ریتنشن سیست; رانولا; polycystic (dysgenetic) disease of the parotid
  - 10. Parasitic cysts: hydatid cyst; Cysticercus cellulosae; trichinosis
- باکال بایفورکیشن سیست
- کلسیفایینگ ادنتوژنیک سیست
- دنتی ژروس سیست (مرتبط با تاج دندان رویش نیافته)[۳]